# Ronda 9 de GP2 Series de 2009
A ronda em Monza foi a nona do campeonato GP2 Series em 2009.